# Carcharocles chubutensis
Carcharocles chubutensis (sinónimo Otodus chubutensis) es una especie extinta de tiburón megadentado que vivió durante los períodos Oligoceno, Mioceno y Plioceno, entre hace 28 a 5 millones de años. Este tiburón es considerado como un pariente cercano de otro tiburón megadentado prehistórico, el famoso C. megalodon. Sin embargo, como ocurre con C. megalodon, la clasificación de esta especie está en discusión.

## Registro fósil
Esta especie es conocida a partir de dientes fósiles y algunos centros de vértebra. El esqueleto de los tiburones se compone de cartílago y no de hueso, y el cartílago raramente logra fosilizarse. Por lo tanto, los fósiles de C. chubutensis están generalmente mal preservados. Aunque los dientes de C. chubutensis son morfológicamente similares a los de C. megalodon, estos son relativamente delgados con una corona curvada, y con la presencia de talones laterales apenas aserrados. Los fósiles de esta especie se han hallado en Norteamérica, Sudamérica, Cuba, Puerto Rico, África, y Europa.

## Tamaño
C. chubutensis era mayor que C. angustidens. Los dientes de C. chubutensis se aproximaban a 130 milímetros de altura perpendicular (longitud diagonal), la cual de acuerdo con el método de estimación de tamaño propuesto por Gottfried at al, in 1996, indica que el espécimen tendría una longitud de 12.2 metros.

## Paleoecología
La investigación paleontológica sugiere que esta especie puede haber cambiado sus preferencias de hábitat a través del tiempo, o que pudo haber tenido la suficiente flexiblilidad en su comportamiento para ocupar distintos ambientes en distintas épocas.

### Dieta
C. chubutensis era probablemente un superdepredador y cazaría generalmente peces, tortugas marinas, cetáceos (por ejemplo, ballenas), y sirenios.

## Filogenia

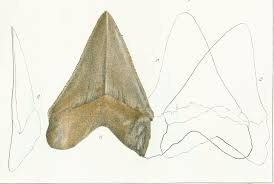
Holotipo de C. chubutensis (MLP 12-3724).

Como ocurre con los demás tiburones megadentados, el género de C. chubutensis permanece en disputa. El naturalista suizo Louis Agassiz lo identificó inicialmente como una especie de Carcharodon en 1843. En 1906, Ameghino renombró a este tiburón como C. chubutensis. En 1964, el investigador de tiburones L. S. Glikman reconoció la transición de Otodus obliquus a C. auriculatus. En 1987, el investigador H. Cappetta reorganizó el linaje de C. auriculatus - C. megalodon y situó a todos los tiburones megadentados emparentados junto con esta especie en el género Carcharocles. Finalmente, la progresión completa de Otodus obliquus a C. megalodon se hizo clara y desde entonces ha ganado aceptación de muchos expertos en tiburones.
Dentro del linaje Carcharocles, C. chubutensis es la especie sucesora de C. angustidens y es sucedida por C. megalodon. En otros términos , C. chubutensis se considera el antepasado de C. megalodon. Sin embargo, debido a su coexistencia con C. megalodon durante los períodos Mioceno y Plioceno, se le considera una morfoespecie.